# Eryx conicus
Eryx conicus, även känd som fläckig sandboa, är en ormart som beskrevs av Schneider 1801. Eryx conicus ingår i släktet Eryx och familjen Boidae.
Arten förekommer i Indien och Sri Lanka samt i angränsande områden av Pakistan och Nepal. Honor lägger inga ägg utan föder levande ungar.

## Underarter
Arten delas in i följande underarter:
- E. c. conicus
- E. c. brevis